# Mayerlin Mejía
Mayerlin Yanay Mejía Matos, född 3 april 1994, är en dominikansk taekwondoutövare.

## Karriär
I november 2022 tävlade Mejía i 57 kg-klassen vid VM i Guadalajara, där hon blev utslagen i sextondelsfinalen av kinesiska Luo Zongshi. I juli 2023 var Mejía en del av Dominikanska republikens lag som tog silver i lagtävlingen vid centralamerikanska och karibiska spelen i San Salvador. I oktober 2023 tog hon guld tillsammans med Katherine Rodríguez och Madelyn Rodríguez i lagtävlingen vid panamerikanska spelen i Santiago.